# Die rote Perücke
Die rote Perücke ist eine kurze Erzählung Marie Holzers, die 1914 in Franz Pfemferts expressionistischer Zeitschrift Die Aktion publiziert wurde. Die Handlung besteht darin, dass eine Studentin hinter einem Schaufenster eine rote Perücke erblickt und daraufhin die Vision eines glamourösen Aufbruchs aus ihrer Alltagstristesse entwickelt – die junge Frau will das kostspielige Modeaccessoire sofort besitzen und weiß auch, dass es so kommen wird.

## Inhalt
Eine kleine Studentin blickt in ein elegantes Schaufenster, das hellerleuchtet ist und hinter dem sich auf geschminkten Wachsbüsten diverse Perücken aller Formen und Farben befinden. Ihr Blick bleibt an einer roten Perücke haften, schlagartig wird ihr klar, dass sie diese unter allen Umständen besitzen möchte. Im Gegensatz zu Naturhaar erscheint ihr die rote Perücke bedeutungsvoll, sie wünscht sich, sie nur einmal eine Nacht „auf einem glänzenden Ball“ tragen zu können und mit der damit gewonnenen Attraktivität in den Mittelpunkt der Aufmerksamkeit der dort feiernden feinen Gesellschaft zu rücken. Kontrastierend zu dieser Vision erscheint der weiblichen Hauptfigur ihr aktuelles studentisches Leben trist: „Nicht wie jetzt bei toten Büchern sitzen, bei Worten mit fremdem Klang, bei Längstgestorbenen, deren Atem verweht, deren Gedanken bloß ein seltsam Leben führen, das man erwecken kann oder daran vorübergehen, und ich will nicht mehr, ich will nicht mehr…“ Die die Hauptfigur erfassenden Empfindungen bzw. Phantasien – „Gedanken einer Mänade […], Wünsche einer Circe, […] das Locken einer bleichen Nixe mit dem grünschimmernden Wunderleib“ – entfalten sich geradezu märchenhaft. Ihr Gedankenstrom kreist weiter um die anscheinend einzig und allein mit der roten Perücke mögliche Anziehungskraft, die mit geradezu zerstörerischer Macht einhergehen würde: „Rote Sehnsucht rinnt in meinen Adern, Verlangen klopft in den Gliedern, und um mich her, eine mir fremde, kalte Grausamkeit lauert im Herzen […]. Schön wär’ ich und begehrenswert. Eine Siegerin, die lächelnd über zertretene Herzen geht, über kniend betende Seelen.“ Ein junger Mann, der ans Schaufenster tritt und die junge Frau schüchtern anlächelt, was diese intensiv erwidert, unterbricht den Gedankenstrom. Er betont – ganz im Gegensatz zur Faszination, die das Modeaccessoire auf die junge Frau hat –, ihre eigenen blonden Haare besäßen mehr „Lieblichkeit“ als „die leblosen Haare“ der roten Perücke. Als er der Studentin anbietet, mit ihr „ein Stückchen“ mitzugehen, will sie sein Angebot nur unter der Bedingung annehmen, dass er ihr die kostspielige rote Perücke kauft. Da dies die Finanzen des jungen Mannes offenbar übersteigt, ignoriert die Protagonistin ihn, „bis er fortschleicht.“ Die Erzählung endet mit dem festen Wissen der Frauenfigur, die rote Perücke tragen zu werden.

## Interpretation
Gemäß Hartmut Vollmer stellt die „rote Perücke“ der Erzählung eine „Metapher des weiblichen Aufbegehrens dar“, die sich „zur ‚Vision‘ des Ausbruchs aus einer grauen, seelenlosen Alltäglichkeit, zum Symbol der ersehnten und erreichten Selbstfindung“ entwickle:

„Die kleine Studentin, durch die Glasscheibe des Coiffeursalons von der über alles begehrten Perücke getrennt und durch die Imagination mit ihr bereits ‚gekrönt‘, erlebt in ihrer ‚roten Vision‘ eine Befreiung aus den Fesseln der leblosen und fremden, grausamen und erniedrigenden Realität […]. Für ihren siegesgewissen Traum opfert die junge Frau schließlich auch die Bekanntschaft mit einem Herrn, der ihr die rote Perücke nicht zu kaufen vermag […].“

## Links
- Marie Holzer (1877-1924). Die rote Perücke (Memento vom 2. Januar 2006 im Internet Archive)